# Wye River
Wye River (144 habitants) est un hameau du comté de Colac Otway à 164 km au sud-ouest de Melbourne dans l'État du Victoria en Australie.
Il porte le nom du cours d'eau qui le traverse et se jette dans l'océan à cet endroit. Situé à environ 15 km à l'ouest de la station balnéaire de Lorne, c'est une destination touristique populaire depuis que la Great Ocean Road a été ouverte en 1932.